# Diana Beauclerk, Duchess of St Albans

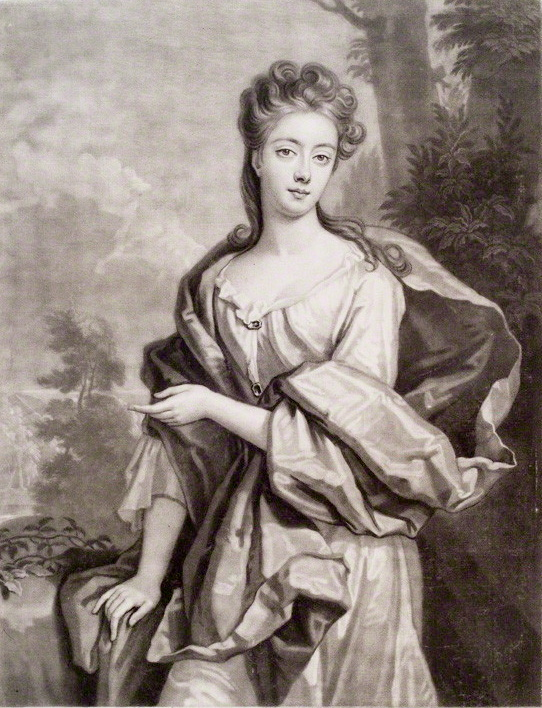
Godfrey Kneller: Diana Beauclerk, Duchess of St Albans, 1694

Lady Diana de Vere, besser bekannt als Diana Beauclerk, Duchess of St Albans (* um 1679; † 15. Januar 1742 im Burford House in der Nähe von Windsor Castle) war Oberhofmeisterin (Mistress of the Robes) und enge Vertraute der deutschstämmigen Prinzessin Caroline von Brandenburg-Ansbach, Princess of Wales und späteren Königin von Großbritannien und Irland sowie Kurfürstin von Hannover.

## Leben
Lady Diana de Vere war das einzige Kind des Politikers und Aristokraten Aubrey de Vere, 20. Earl of Oxford (1627–1703) und seiner zweiten Ehefrau Lady Diana Kirke. Sie galt als frühreif und ausgesprochen intelligent – später gehörte die Erbin größerer Ländereien in Irland und England zu den schönsten Frauen ihrer Zeit.

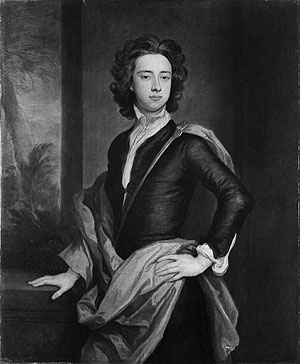
Godfrey Kneller: Charles Beauclerk, 1. Duke of St Albans, Öl auf Leinwand, um 1690

Am 17. April 1694 wurde Lady Diana mit dem Politiker und Chief Ranger of Enfield Chace Charles Beauclerk, 1. Duke of St Albans (1670–1726), dem unehelichen Sohn von König Karl II. und seiner Mätresse Nell Gwyn, verheiratet. Aus der Ehe, die allen Berichten zufolge harmonisch verlief, gingen zehn Kinder hervor:
- Charles (1696–1751), 2. Duke of St Albans ⚭ 1722 Lady Lucy Werden
- Diana (1697–1717), unverheiratet
- William (1698–1732) ⚭ 1722 Lady Charlotte Werden
- Vere (1699–1781), 1. Baron Vere of Hanwort und Admiral ⚭ 1736 Mary Chambers
- Henry (1701–1761) Colonel

⚭ 1729 Lady Philips
⚭ 1739 Hon. Martha Lovelace
- Sydney (1703–1744) ⚭ 1736 Mary Norris
- George (1704–1768)
- Seymour (1708–1710)
- James (1709–1787) späterer Bischof von Hereford (1746–1787)
- Aubrey (1711–1740) Captain und später Admiral der Royal Navy

## Name in verschiedenen Lebensphasen
- 1679–1694 Lady Diana de Vere
- 1694–1742 Diana Beauclerk, Duchess of St Albans